# Beth Darlington
Pour les articles homonymes, voir Darlington.
Beth Darlington est une actrice américaine née le 19 mars 1904 à Kansas City, Missouri (États-Unis), et morte le 6 janvier 1951 à Val Verde, Californie (États-Unis).

## Filmographie sélective
- 1923 : Giants vs. Yanks (en) de Robert F. McGowan
- 1923 : Back Stage (en) de Robert F. McGowan
- 1923 : No Noise (en) de Robert F. McGowan
- 1923 : Dear Ol' Pal de Charley Chase
- 1924 : Hard Knocks (it) de James Parrott
- 1924 : The Fraidy Cat (it) de James Parrott
- 1924 : Don't Forget (it) de James Parrott
- 1924 : Big Moments from Little Pictures de Roy Clements
- 1924 : Publicity Pays de Leo McCarey
- 1924 : April Fool (it) de Ralph Ceder
- 1924 : Cradle Robbers (en) de Robert F. McGowan
- 1924 : A Truthful Liar de Hampton Del Ruth
- 1924 : Adrien faillit se marier (Outdoor Pajamas) de Leo McCarey
- 1924 : Sittin' Pretty de Leo McCarey
- 1924 : Too Many Mammas de Leo McCarey
- 1924 : The Poor Fish de Leo McCarey
- 1925 : Twins de Scott Pembroke et Joe Rock